# Generallotsdirektör
Generallotsdirektör var 1888–1956 titeln för chefen över lotsverket. Från 1600-talets slut fram till 1888 var hans titel lotsdirektör.

## Generallotsdirektörer
- Carl Gustaf von Otter, 1875–1892 (tjänstledig från 1880, generallotsdirektör från 1888)
  - Herman Reinhold Ankarcrona, 1880–1892 (tillförordnad)
- Magnus Ruuth, 1892–1900
- Wilhelm Linder, 1900–1919
- Erik Hägg, 1919–1936
- Torsten Petersson, 1936–1956